# Абази, Леонит
Леонит Абази (алб. Leonit Abazi; род. 5 июля 1993, Гнилане, Косово и Метохия) — косоварский футболист, полузащитник.

## Клубная карьера
Леонит Абази начинал свою профессиональную карьеру футболиста в 2011 году в команде «Дрита» из его родного города Гнилане, выступавшей в косовской Суперлиге.
Летом 2013 года Абази перешёл в албанский «Скендербеу», за который впервые сыграл в Суперкубке Албании 2013. 15 сентября 2013 года он дебютировал в албанской Суперлиге, выйдя на замену в перерыве гостевого поединка против «Фламуртари».
23 февраля 2015 года Абази забил свой первый гол в албанской Суперлиге, открыв счёт в домашнем матче против «Кукеси». Абази провёл все 6 игр «Скендербеу» в групповом этапе Лиги Европы УЕФА 2015/2016.
Сезон 2016/17 был омрачен травмами. Футболисту удалось восстановиться лишь к июню 2017 года. Однако, в скором времени, снова получил травму.
После большого перерыва, Абази вернулся к тренировкам в феврале 2018 года. Он дебютировал в сезоне 14 марта, выйдя во втором тайме выездной ничьей с клубом «Теута».

## Карьера в сборной
Леонит Абази дебютировал за сборную Косова 10 октября 2015 года в домашнем товарищеском матче против сборной Экваториальной Гвинеи, заменив на 84-й минуте Фаноля Пердедая.

## Статистика выступлений

### В сборной
| Матчи и голы Леонита Абази за сборную Косова | Матчи и голы Леонита Абази за сборную Косова | Матчи и голы Леонита Абази за сборную Косова | Матчи и голы Леонита Абази за сборную Косова | Матчи и голы Леонита Абази за сборную Косова | Матчи и голы Леонита Абази за сборную Косова | Матчи и голы Леонита Абази за сборную Косова |
| №                                            | Дата                                         | Место проведения                             | Соперник                                     | Счёт                                         | Голы                                         | Соревнование                                 |
| -------------------------------------------- | -------------------------------------------- | -------------------------------------------- | -------------------------------------------- | -------------------------------------------- | -------------------------------------------- | -------------------------------------------- |
| 1                                            | 10 октября 2015                              | Городской стадион, Приштина                  | Экваториальная Гвинея                        | 2:0                                          | —                                            | Товарищеский матч                            |

Итого: матчей — 1 / голов — 0; побед — 1, ничьих — 0, поражений — 0; источник

## Достижения
«Скендербеу»
- Чемпион Албании (2): 2013/14, 2014/15
- Обладатель Суперкубка Албании (2): 2013, 2014